# Kamper Kogge

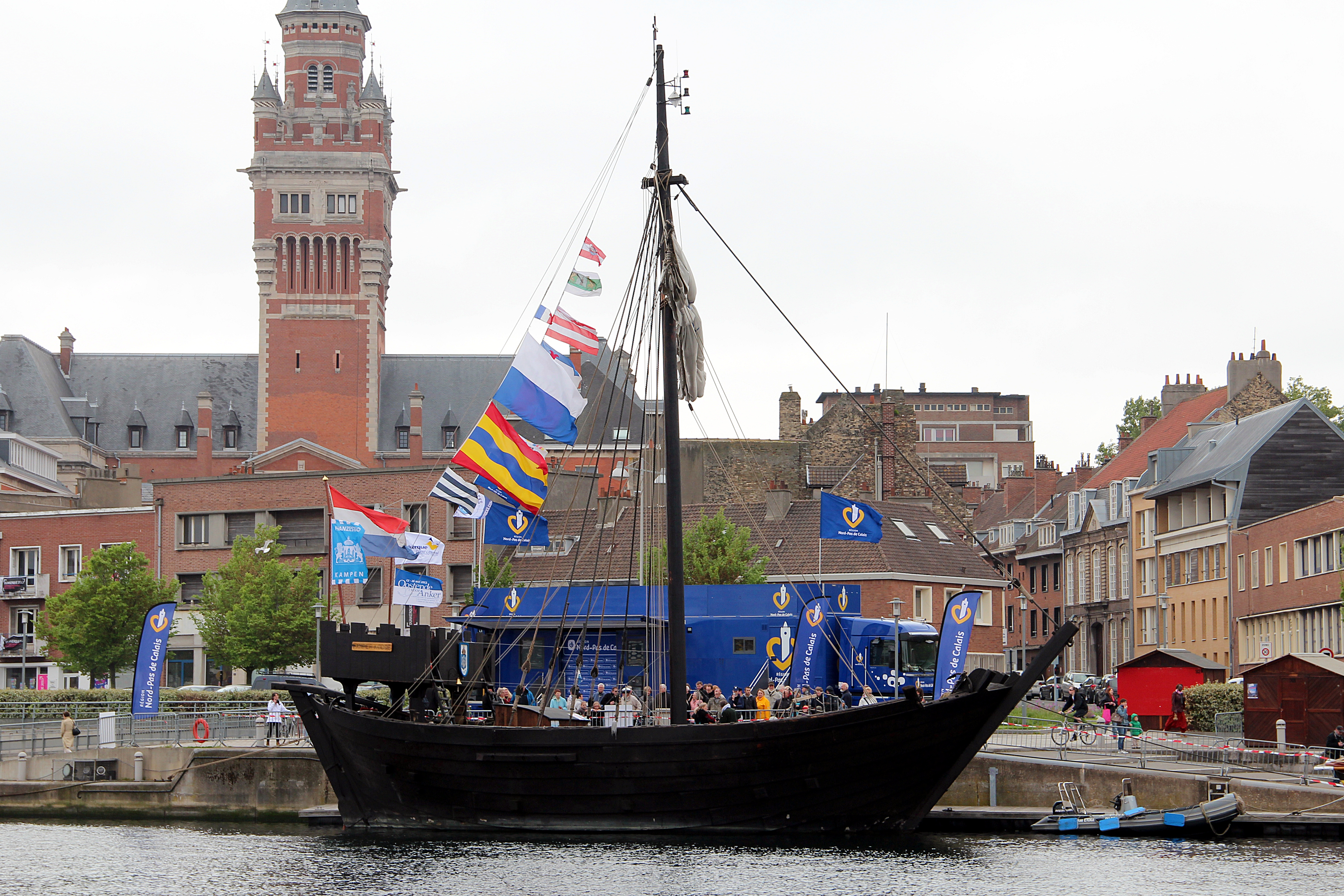
Le Kamper Kogge lors du grand rassemblement maritime de 2013 à Dunkerque.

Le Kamper Kogge est le nom donné à une réplique de cogue de la Ligue hanséatique d'une épave de 1336 trouvée  dans les polders de Flevo proche de Nijkerk.

Son port d'attache est Kampen aux Pays-Bas.

## Histoire
Le Kamper Kogge a été réalisé de 1994 à 1998 sur un chantier de la rivière IJssel à Kampen.

Il a visité plusieurs villes de la Ligue hanséatique comme Lübeck, Wismar et Rostock.

Il participe à de nombreux rassemblements maritimes comme la Sail Amsterdam ou la Sail Bremerhaven. Il est visitable à quai et embarque pour des sorties en mer.

### Présence à des fête maritime
- Sail Bremerhaven
- Sail Amsterdam
- Rassemblement maritime de Dunkerque 2013
- Brest 2016